# Игњатије Богоносац
Игњатије Богоносац, познат још и као Игњатије Антиохијски, је хришћански светитељ. Био је трећи по реду патријарх Антиохијске цркве. Назван је Богоносцем зато што га је Исус Христос држао у рукама док је био дете.
Игњатије Богоносац је био ученик Светог Јована Богослова, заједно са Поликарпом, епископом смирнским.
Одлуком светих апостола је постављен за епископа у Антиохији. Док је био епископ улагао је много труда и напора у проповедању побожности. Први је увео антифонски начин појања у цркви (појање за две певнице тако да кад појање на једној страни престане на другој почиње). Према хришћанској традицији такав начин појања се открио Светом Игњатију међу анђелима на небесима.
Када је цар Трајан пролазио кроз Антиохију на походу против Персијанаца, дознао је за Игњатија, позвао га код себе и убеђивао да принесе жртву идолима, па ће му он дати звање сенатора. Пошто није прихватио царев предлог Игњатије је окован и послат у Рим, да буде бачен пред звери. После дугог и тешког путовања из Азије преко Тракије, Македоније и Епира, Игњатије је стигао у Рим, где је бачен пред лавове. Лавови су га растргли и појели, оставивши само неколико већих костију и срце. Пред звери је бачен 106. године. Према хришћанској традицији верује се да се Игњатије Богоносац јављао више пута из раја и чинио чуда помажући све до данас свакоме ко га призива у помоћ.
Свештеномученик Игњатије се слави 29. јануара и 20. децембра (по црквеном календару). У децембру се празнује пренос његових моштију из Рима у Антиохију. Међутим када су Персијанци заузели Антиохију у 6. веку његове мошти су поново враћене из Антиохије у Рим.
Српска православна црква слави га 20. децембра и 29. јануара по црквеном, а 2. јануара и 11. фебруара по грегоријанском календару.